# Elaeocarpus chrysophyllus
Elaeocarpus chrysophyllus är en tvåhjärtbladig växtart som beskrevs av Merrill. Elaeocarpus chrysophyllus ingår i släktet Elaeocarpus och familjen Elaeocarpaceae. Inga underarter finns listade i Catalogue of Life.